# 2007年乌兹别克斯坦总统选举
2007年乌兹别克斯坦总统选举于2007年12月23日举行。时任总统伊斯兰·卡里莫夫以88.1%的得票率获得连任。这次选举的投票率为90.6%。卡里莫夫的上一个任期本应在2007年1月结束，但是由于法律规定总统选举只能在12月举行，卡里莫夫在期满后继续担任总统。宪法规定，乌兹别克斯坦总统最多连任两届。卡里莫夫此前已经两次赢得总统大选，此次大选他再次胜选。乌兹别克斯坦官方并未解释为何卡里莫夫可以再次参选。本次选举共有四名候选人。这是乌兹别克斯坦总统选举中首次出现独立候选人，也是第一次有女性参选乌兹别克斯坦总统。欧安组织批评此次选举达不到民主标准，但独联体和上海合作组织均对此次大选给以好评。

## 背景
乌兹别克斯坦上一次举行总统选举是在2000年，伊斯兰·卡里莫夫高票连任，赢得五年任期。随后2002年全民公决将总统任期由五年改为七年。按照总统任期七年的规定，伊斯兰·卡里莫夫的总统任期应该在2007年1月28日结束。然而，乌兹别克斯坦法律规定总统选举应当在12月举行。卡里莫夫在七年任期期满后并未离任，而是继续担任总统。2007年9月18日，中央选举委员会宣布总统选举将在12月23日举行，选举活动从9月21日开始。
伊斯兰·卡里莫夫在乌兹别克斯坦独立前夕就已成为乌兹别克共产党中央第一书记，独立后一直担任乌兹别克斯坦总统。他在1991年总统大选中获胜，赢得五年任期。任期结束前，乌兹别克斯坦通过1995年全民公决将他的任期延长到2000年。2000年总统大选中他赢得连任。随后2002年全民公决将总统任期由五年改为七年。根据乌兹别克斯坦宪法，乌兹别克斯坦总统最多可连任两届。
2005年，乌兹别克斯坦安集延州爆发骚乱，即安集延事件。事件发生后，乌兹别克斯坦与美国关系恶化。2006年，乌美两国关系逐渐缓和。2007年大选之前，乌兹别克斯坦经济快速增长，1月至9月国内生产总值同比增长9.8%，工业产值增长率位居独联体国家第二位，居民工资也取得增长。民意调查显示乌兹别克斯坦居民生活满意度较高，80%的青年对生活非常满意。

## 候选人
根据乌兹别克斯坦法律，总统候选人需由注册政党推举，或由至少300名选民联合提名。推荐总统候选人的政党需要在乌兹别克斯坦司法部注册6个月以上（截至9月21日）。获得提名之后，还需要收集5%的选民签名才能获得参选资格。根据中央选举委员会的统计，选民人数为1,629.74万人，即需约81.5万份连署。候选人推举从选前65日持续至选前45日。候选人开展竞选活动之前，需在11月18日到中央选举委员会完成登记。乌兹别克斯坦注册政党共五个，五党均推出了自己的候选人。另外，阿克马勒·塞多夫获得300名以上选民提名，以独立候选人身份参选。五名反对派人士希望以独立候选人身份角逐大选，但他们未能在中央选举委员会完成注册。五位反对派人士中，有三位人权活动人士，一名医生，一名失业在家的学者。这三位人权活动人士是阿布迪拉·塔吉拜·乌格利（Abdillo Tojiboi Ugli）、阿赫塔姆·沙伊马尔达诺夫（Ahtam Shaimardanov）、埃尔克/自由民主党主席穆罕默德·萨利赫。中央选举委员会称，根据法规，候选人应该在选举70日前提交资料，这些候选人没有及时提交资料，因而报名失败。
11月，中央选举委员会宣布，两位候选人因为连署份数不足，已经与最终的选举无缘。这两位候选人是自我牺牲者民族民主党中央委员会第一书记、议会党团主席阿赫塔姆·吐尔孙诺夫（Axtam Tursunov）和民族复兴民族党中央委员会主席胡尔什德·达斯特穆哈马德（Xurshid Do'stmuhammad）。最终的候选人共有四位：
- 伊斯兰·卡里莫夫（Islom Karimov），乌兹别克斯坦自由民主党党员，时任乌兹别克斯坦总统。
- 阿斯利丁·鲁斯塔莫夫（Asliddin Rustamov），乌兹别克斯坦议会议员，乌兹别克斯坦人民民主党议会党团团长。[8]
- 迪洛罗姆·塔什穆罕梅多娃，女，乌兹别克斯坦议会议员、副新闻发言人，正义社会民主党中央委员会第一书记。[8]
- 阿克马勒·塞多夫（俄语：Саидов, Акмаль Холматович），乌兹别克斯坦议会议员，独立候选人，乌兹别克斯坦国家人权中心主任。[8]

乌兹别克斯坦宪法规定总统至多连任两届。卡里莫夫此前已经两次当选乌兹别克斯坦总统，但是自由民主党仍然将他提名，中央选举委员会也予以认可。这一与宪法冲突的情况，乌兹别克斯坦官方没有给出任何解释。
媒体报道称，这次大选中，卡里莫夫的竞选活动很少。另外三位候选人在竞选中都称赞卡里莫夫的经济政策，甚至都没有鼓动选民投自己一票。乌兹别克斯坦禁止反对党活动，进入议会的政党均支持卡里莫夫。另外三位候选人虽是卡里莫夫的竞选对手，但他们不反对卡里莫夫，他们在乌兹别克斯坦国内默默无闻。
这是乌兹别克斯坦总统选举中首次出现独立候选人，也是乌兹别克斯坦总统选举中首次有女候选人参选。

## 投票
这次选举的登记选民大约为1,630万，共设8,266个投票站，其中43个投票站设在乌兹别克斯坦驻外使领馆。投票时间为当地时间早6时至晚8时。5个国际组织和30个国家共派出264名观察员监督此次选举。其中，独联体派出78名观察员，欧安组织派出26名，伊斯兰合作组织6名，上海合作组织3人，歐亞經濟共同體2人。监督选举的国内观察员超过23,000人。中央选举委员会表示未接到任何关于破坏选举法的投诉。

## 结果
| 候选人                               | 政党                   | 得票       | %    |
| ------------------------------------ | ---------------------- | ---------- | ---- |
| 伊斯拉木·卡里莫夫                    | 乌兹别克斯坦自由民主党 | 13,008,357 | 88.1 |
| 阿斯利丁·鲁斯塔莫夫                  | 乌兹别克斯坦人民民主党 | 468,064    | 3.17 |
| 迪洛罗姆·塔什穆罕梅多娃              | 正义社会民主党         | 434,111    | 2.94 |
| 阿克马勒·塞多夫                      | 独立候选人             | 420,815    | 2.85 |
| 无效票/空白票                        | 无效票/空白票          | 434,097    | -    |
| 总计                                 | 总计                   | 14,331,347 | 100  |
| 登记选民/投票率                      | 登记选民/投票率        | －         | 90.6 |
| 数据来源: 乌兹别克斯坦民族新闻社报道 |                        |            |      |

根据选举法，投票率需要达到33％，赢得过半选票即可当选总统。如果无人过半，依法在40日内举行第二轮选举，由第一轮选举得票前两位的候选人参加。12月24日晨，乌兹别克斯坦中央选举委员会公布初步计票结果，卡里莫夫获得88.1％的选票，赢得大选。2008年1月16日，卡里莫夫在首都塔什干议会上下两院联席会议上宣誓就职。

## 评价
欧安组织认为选举根本达不到欧安组织对民主的标准，对投票率的真实性推出质疑。欧安组织表示，因为选举没有真正的反对派，欧安组织没有必要派出太多观察员监督选举，所以只派了很小的团队前往乌兹别克斯坦。上海合作组织、独联体等组织对选举给以称赞，认为选举遵守乌兹别克斯坦选举法和相关法律，达到了国际标准，实现了公开、透明、自由、民主。